# Wii U
Wii U (ウィー・ユー Wī Yū, udtalt /ˈwiː ju/) er en spilkonsol produceret af Nintendo, og er en direkte efterfølger til deres Wii. Konsollen blev udgivet den 30. november 2012 i Europa og blev vist frem første gang ved Electronic Entertainment Expo 2011 7. juni 2011. Konsollen var den første ottende generations spilkonsol som blev udgivet.
Wii U er Nintendos sjette hjemme-konsol, og vil blive den første Nintendo konsol der kan levere grafik i 1080p, men alle spil annonceret på nuværende tidspunkt er kun 720p. Den har en ny controller med en indbygget touchscreen. Controlleren gør det muligt for spilleren at fortsætte med spillet, også selvom personens tv er slukket. Systemet vil være fuldt ud bagud-kompatibelt med Wii spil, og Wii U kan benytte Wii tilbehør, som f.eks. Wii Remote og Wii Balance Board. Den vil dog ikke være bagud-kompatibel med Nintendos Gamecube.